# Nebbie e delitti
Nebbie delitti est une série télévisée policière italienne  avec Luca Barbareschi et Natasha Stefanenko diffusée sur Rai 2, d'après  les romans policiers de Valerio Varesi. La série est inédite dans les pays francophones.

## Synopsis
Les enquêtes du commissaire Soneri dans la ville de Ferrare

## Distribution
- Luca Barbareschi : commissaire  Soneri
- Natasha Stefanenko : Angela Cornelio
- Gianluca Gobbi : Juvara
- Giuseppe Antignati: commissaire Draghi
- Cristiano Pasca : agent Musumeci
- Mariano Rigillo : questore Capuozzo
- Emiliano Iovine : Gallesi
- Eraldo Turra : Alceste
- Marina Lante della Rovere

## Épisodes

### Première saison  (2005)
| nº | Titre                 | Première diffusion en Italie |
| -- | --------------------- | ---------------------------- |
| 1  | Il fiume delle nebbie | 30 novembre 2005             |
| 2  | L'affittacamere       | 7 décembre 2005              |
| 3  | Bersaglio, l'oblio    | 14 décembre 2005             |
| 4  | I misteri delle donne | 21 décembre 2005             |

### Seconde saison  (2007)
| nº | Titre                      | Première diffusion en Italie |
| -- | -------------------------- | ---------------------------- |
| 1  | Il mare d'inverno          | 9 novembre 2007              |
| 2  | Bambini perduti            | 16 novembre 2007             |
| 3  | Nessuna traccia di frenata | 23 novembre 2007             |
| 4  | Casa di bambola            | 30 novembre 2007             |
| 5  | Vietato ai minori          | 7 décembre 2007              |
| 6  | Carte false                | 14 décembre 2007             |

### Troisième saison  (2009)
| nº | Titre                     | Première diffusion en Italie |
| -- | ------------------------- | ---------------------------- |
| 1  | La stanza segreta         | 29 septembre 2009            |
| 2  | Vite difficili            | 9 octobre 2009               |
| 3  | Ragazzi di buona famiglia | 16 ottobre 2009              |
| 4  | Fuori stagione            | 23 octobre 2009              |